# London Calling (skladba)
London Calling je skladba anglické punkové skupiny The Clash. Nachází se jako první v tracklistu stejnojmenného alba London Calling. Je to politicky nabitá píseň s reggae baskytarou a punkovou kytarou a zpěvem.

## Text
Text napsal Joe Strummer a Mick Jones. Název naráží na identifikaci: „This is London calling“, kterou používala BBC během druhé světové války, často při vysílání do okupovaných zemí.
Text poukazuje i na nukleární havárii (anglicky a nuclear error) v elektrárně Three Mile Island, která nastala v roce 1979. Verš London „is drowning / And I live by the river“ („Londýn se potápí/ bydlím blízko řeky“) vychází z toho, že až záplavy na řece Temži, když byla pod vodou většina centra Londýna, vedly k výstavbě bariér proti povodním. V této písni se také zpívá o zoufalé situaci kapely v roce 1979, bojující s velkými dluhy, bez manažerů a s obavami hledící do budoucnosti poté, co v roce 1977 v Anglii poklesla obliba punk rockových kapel.